# Thrixspermum carnosum
Thrixspermum carnosum är en orkidéart som först beskrevs av Karl Moritz Schumann, och fick sitt nu gällande namn av Rudolf Schlechter. Thrixspermum carnosum ingår i släktet Thrixspermum och familjen orkidéer. Inga underarter finns listade i Catalogue of Life.